# 7. Räumbootsflottille
Die 7. Räumbootsflottille war ein Marineverband der deutschen Kriegsmarine im Zweiten Weltkrieg und in der Nachkriegszeit.

## Aufstellung und Einsätze

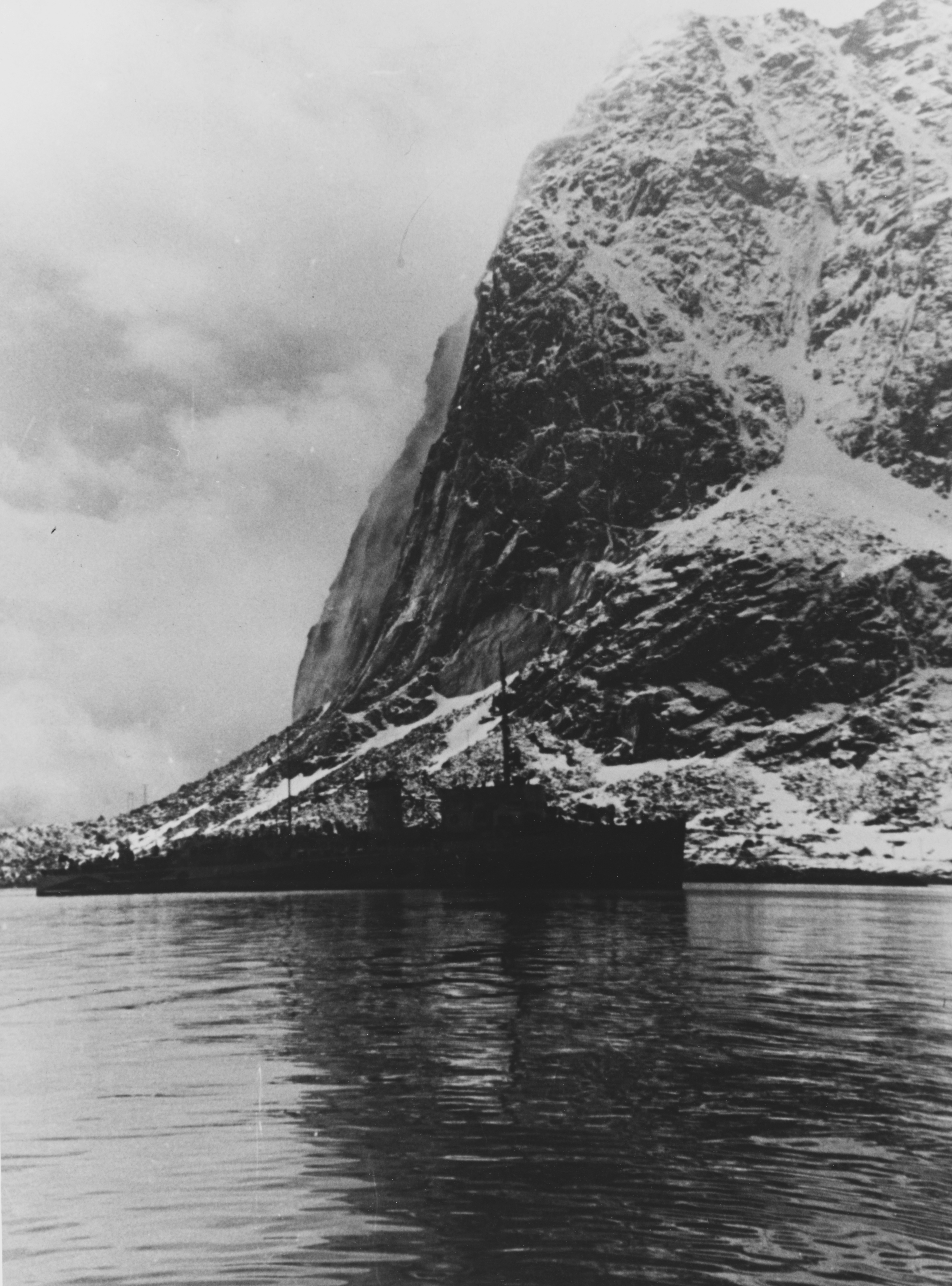
Das Begleitschiff Weser in Norwegen.

Die Flottille wurde am 15. Oktober 1940 in Holland durch die Besatzungen der am gleichen Tage aufgelösten 11. Räumbootsflottille aufgestellt. Sie bestand aus den Minenräumbooten R 151 – R 162 und operierte zunächst an der holländischen und belgischen Küste. Als Begleitschiff war ihr das sofort nach Kriegsbeginn zu diesem Zweck umgebaute ehemalige Fischereischutzschiff Weser zugeteilt, das bisher Begleitschiff der 11. Flottille gewesen war. Flottillenchef war Korvettenkapitän Bernd von Foerster, der zuvor die 11. Räumbootsflottille befehligt hatte.
Im Dezember 1940 wurde die Flottille nach Trondheim in Norwegen verlegt, wo die Boote Einfahr- und Übungsfahrten im Trondheimfjord durchführten, aber auch bereits zu Geleit- und Sicherungsaufgaben herangezogen wurden. Im Juni 1941, mit dem Beginn des deutschen Angriffs auf die Sowjetunion, wurde die Flottille nach Kirkenes am Polarmeer verlegt, von wo aus die Boote im Wechsel mit denen der 5. Räumbootsflottille Geleitaufgaben im Raum Hammerfest-Kirkenes-Petsamo durchführten. Im November 1942 wurde Korvettenkapitän Hans von Quednow neuer Flottillenchef. Auf ihn folgte im Mai 1944 Kapitänleutnant Rolf Heuser, der die Flottille bis zu ihrer Auflösung am 28. November 1946 führte.
Am Tage der deutschen Kapitulation (8. Mai 1945) befand sich die Flottille in Tromsø (Norwegen), wo die Boote und das Begleitschiff Weser in britische Hände fielen.

## Nachkriegsdienst
Nach Kriegsende diente die 7. Räumbootsflottille im Deutschen Minenräumdienst („German Minesweeping Administration“ (GMSA)) zunächst in Norwegen und dann 1946 in Dänemark. Am 28. November 1946 wurde die Flottille aufgelöst, und die Boote wurden an die Dänische Marine übergeben. Die Weser blieb bei der GMSA.

## Boote
Die Zusammensetzung der Flottille änderte sich im Laufe der Jahre durch Verluste, Umgruppierungen und Zuteilung von Neubauten. In der Flottille kamen nahezu ausnahmslos Boote des Typs Räumboot 1937–43 zum Einsatz. Dies waren: R 32, R 151, R 152, R 153, R 154, R 155, R 156, R 157, R 158, R 159, R 160, R 161, R 173, R 202, R 223, R 262 und R 277.
Die Boote waren 35,4 m lang und 5,55 m breit, hatten 1,5 m Tiefgang und verdrängten 110 Tonnen (t) standard bzw. 126 t maximal. Die Maschinenanlage bestand aus zwei 6-Zylinder-Viertakt-Dieselmotoren vom Typ MWM RS 127 Su mit zusammen 1800 PS, die über zwei Voith-Schneider-Propeller eine Spitzengeschwindigkeit von 23,5 Knoten erlaubten. Der Aktionsradius betrug 1100 Seemeilen bei 15 Knoten Marschgeschwindigkeit. Die Boote waren mit einer 3,7 cm L/83 Schnellladekanone C/30 und zwei 2-cm Maschinengewehren L/65 C/30 bewaffnet und konnten bis zu 10 Minen mitführen. Die Besatzung bestand aus 31 Mann.